# Muxe

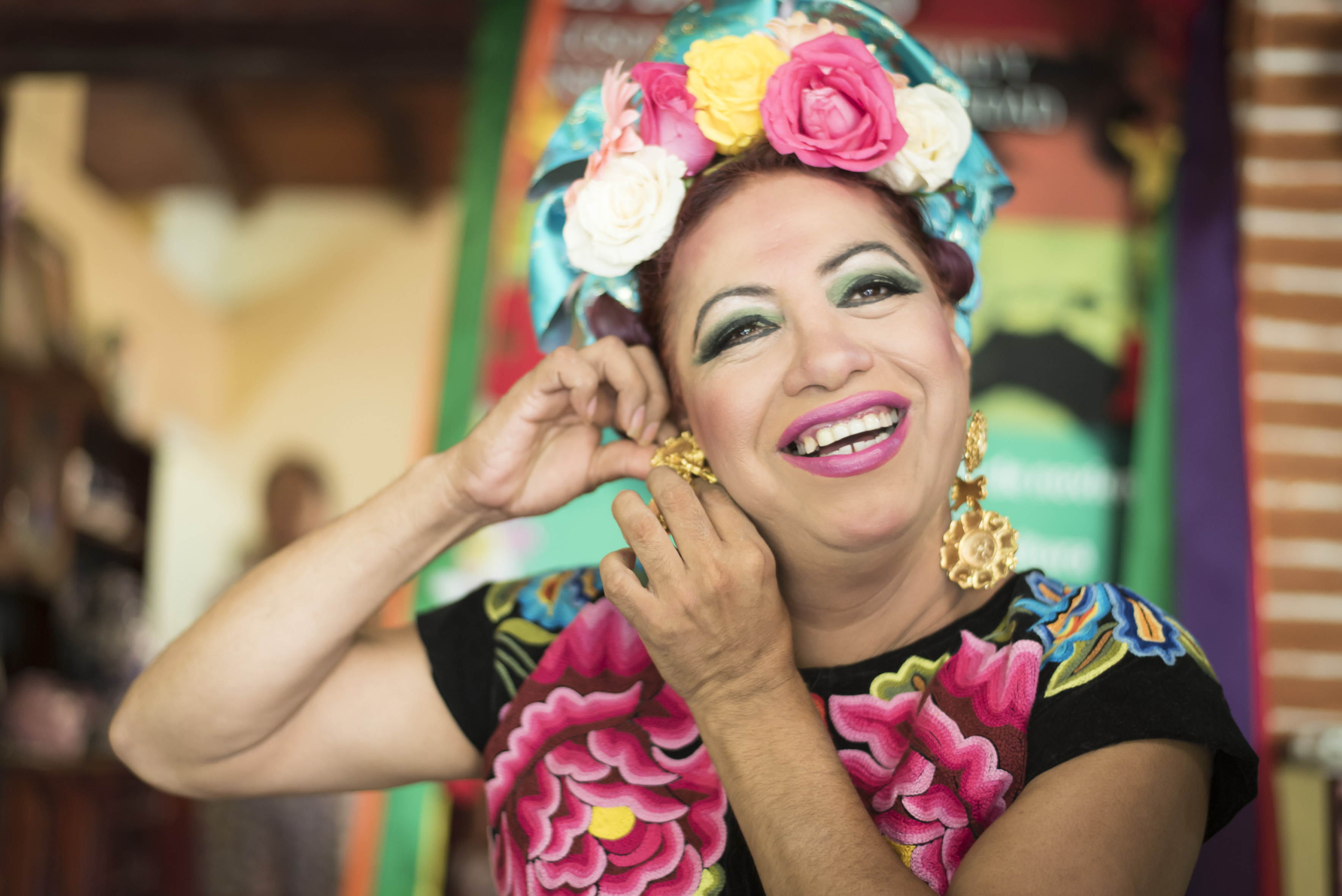
Felina Santiago, majordoma de la 40a Vetlla de les Autèntiques Intrèpides Buscadores de Perill.

A la regió zapoteca de l'istme de Tehuantepec, es denomina muxe el gènere que defineix a una persona nascuda amb genitals masculins que assumeix rols femenins en qualsevol dels àmbits social, afectiu o personal. Les persones muxe són representants de la diversitat sexual i de gènere, trobant els seus equivalents en termes com: travestis, dones transgènere i dones transsexuals. Algunes muxes s'identifiquen com a homes gai i la seva identitat de gènere és masculina.
El poble zapoteca ocupa un lloc especial a Mesoamèrica en tant que una de les civilitzacions més antigues i avançades. Alguns dels primers exemples de gran arquitectura en aquest continent van ser dissenyats i aixecats per ell.

## Història
Es creu que el terme muxe ve de la paraula espanyola mujer, una derivació fonètica que els zapoteques van començar a usar al segle xvi. Des de l'època precolombina, els zapoteques consideraven a les persones muxes part d'un tercer sexe. Algunes muxes formaven parelles monògames amb homes i es casaven, altres vivien en grups i altres es casaven amb dones i tenien fills.
Nogensmenys, el nucli de la cultura zapoteca ha estat la unitat familiar organitzada en un sistema similar al matriarcat. Els homes es feien càrrec de caçar, conrear la terra i prendre les decisions polítiques mentre que les dones controlaven el comerç i les decisions econòmiques. Una muxe podia participar en decisions que en general es reservaven per a les dones de la família. Tradicionalment algunes muxes també tenien el rol d'iniciar sexualment als nois joves, ja que no era socialment acceptat que les dones joves perdessin la virginitat abans del matrimoni.
En altres cultures han existit grups que compleixen funcions similars de tercer sexe, com en el cas dels biza’ah de Teotitlán del Valle i els hijras a l'Índia.
Un estudi antropològic durant la primera meitat de la dècada del 1970 va trobar que aproximadament el 6% de la població masculina de l'istme de Tehuantepec estava compost per muxes. Avui dia les muxes solen formar parelles temporals amb altres homes, les relacions estables a llarg termini no són gaire comunes, i és extremadament rar que formin parelles amb dones.

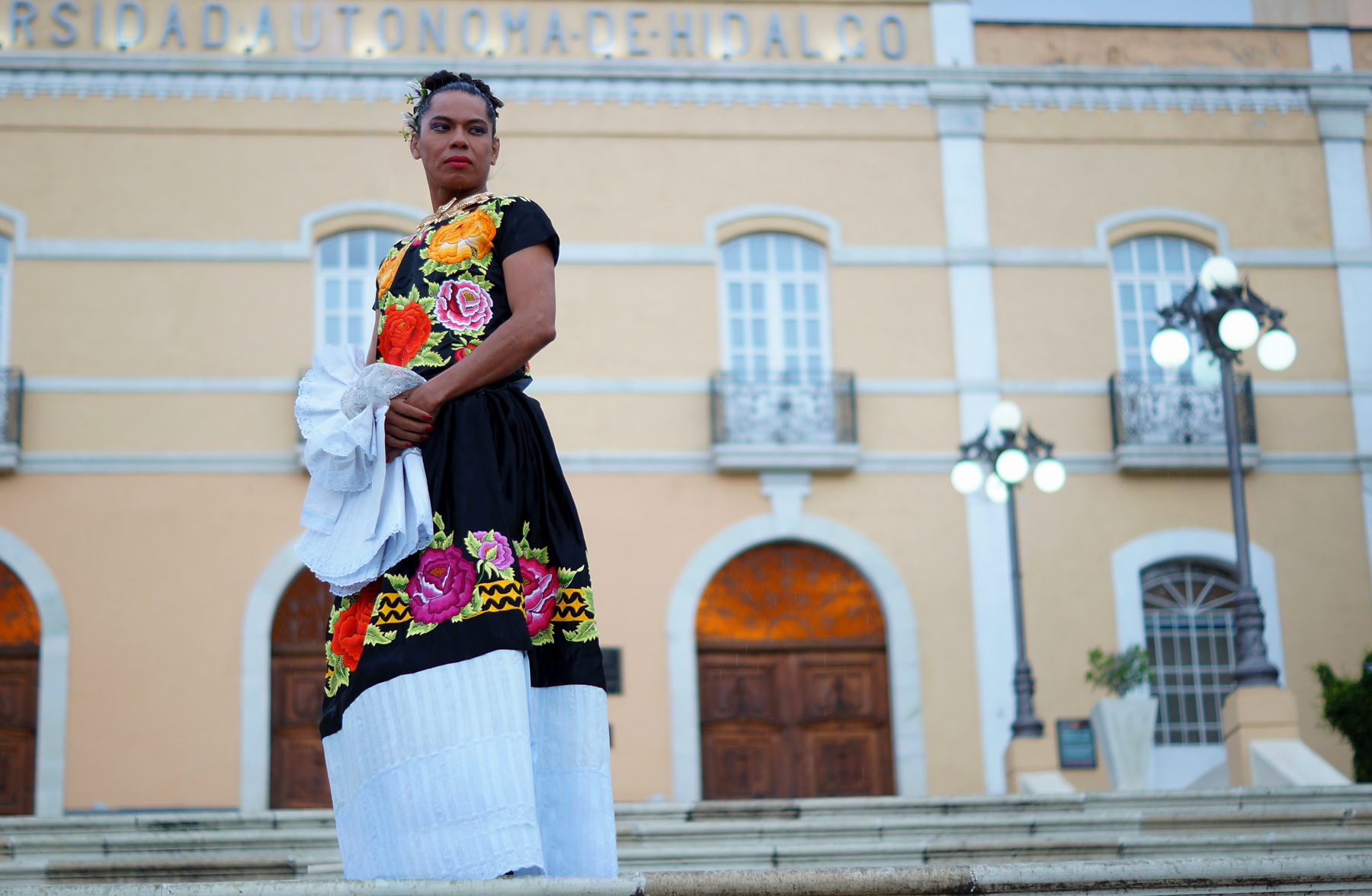
L'artista Lukas Avendaño

En una família tradicional, el muxe encara sol ser considerat per la seva mare com «el millor dels seus fills», ja que el fill muxe mai no abandona els pares en els moments difícils de la vida com la vellesa i les malalties. A diferència dels fills heterosexuals que es casen i formen un altre nucli familiar que necessita atenció i cures, el fill muxe es queda a casa o torna quan és requerit. Per això, els muxes representen per a les seves mares tant una seguretat econòmica com un suport moral, sobretot quan en edat avançada es queden soles, ja sigui per quedar-se vídues, perquè l'home se'n amb una altra dona més jove o perquè elles mateixes decideixen separar-se'n.
En alguns casos, quan manquen filles i un infant no expressa la «natural» agressivitat dels homes, la mateixa mare cria el nen afavorint una sèrie de comportaments atribuïts socialment a les nenes. Tanmateix, no és rar veure nens muxe menors de 10 anys acompanyant la mare a vendre al mercat o aprenent d'ella a brodar.
Els muxes exerceixen funcions socialment reconegudes i prestigiades, tant dins de la família com en la comunitat, com cuidar de la mainada, els ancians, netejar, cuinar i, en molts dels casos, en morir l'àvia o la mare hereten la seva autoritat moral esdevenint l'element unificador de la família.
L'any 2003, l'activista Amaranta Gómez Regalado, una muxe de 25 anys, va acaparar l'atenció dels mitjans de comunicació internacionals amb la seva candidatura al congrés unicameral de l'estat d'Oaxaca. Gómez Regalado va continuar participant en diversos projectes en pro de la comunitat LGBT i és membre del Comitè Estatal Contra l'Homofòbia, el qual treballà perquè es declarés el 17 de maig com a Dia Nacional Contra l'Homofòbia, que se celebrà per primer cop a Mèxic l'any 2014.
El 2005, la directora mexicana Alejandra Islas va filmar un documental a Juchitán de Zaragoza titulat Muxes: Auténticas, intrépidas y buscadoras de peligro que va ser ben acollit en diversos festivals internacionals. Després de l'estrena del documental, el canal de televisió de Juchitán va emetre debats sobre el dret dels muxes a vestir la indumentària tradicional, i si aquest fet implica que se'ls hagi de donar el mateix tracte que a les dones durant les festes del poble i les revetlles. Més enllà de la conclusió del debat, l'obertura de la discussió sobre temes sexuals va comportar que a Juchitán es duguin a terme de manera permanent campanyes d'informació sobre sexualitat, prevenció de malalties de transmissió sexual i prevenció d'embarassos no desitjats entre les joves.

## La Vetlla de les Autèntiques Intrèpides Buscadores de Perill
Les vetlles són festes prehispàniques que es realitzen a la regió de l'istme de Tehuantepec, a l'estat d'Oaxaca, en les quals es menja, es beu i es balla. Les muxes tenen una presència social tan important a Juchitán que tenen la seva pròpia festivitat, anomenada la Vetlla de les Autèntiques Intrèpides Buscadores del Perill. Va néixer al voltant de la dècada del 1970 com una reunió entre amics amb militància compartida al Partit Revolucionari Institucional. Ara, però, es realitza sense vocació política i amb la inclusió de tota la comunitat, essent una clara mostra de la possibilitat d'integració de la diversitat sexual en la vida quotidiana de la societat oaxaquenya.
Aquesta festa va introduir en la població zapoteca l'espectacle travesti, importat del centre del país, i que ara compta amb gran acceptació en diverses festes. Fins i tot el juliol de 2014 es va celebrar una vetlla muxe a la Ciutat de Mèxic i, al novembre de 2013, a Los Angeles.
Dins del camp de la literatura, la Vetlla de les Autèntiques Intrèpides Buscadores de Perill és esmentada i utilitzada com a escenari en la novel·la Bilopayoo Funk de l'escriptor Ricardo Cartas. L'autor descriu un grup de personatges muxes que s'encarreguen de protegir durant un temps el protagonista de l'obra. Dins d'aquest col·lectiu es troba Amaranta, una muxe que fa clara al·lusió a Amaranta Gómez Regalado: «El seu nom real és Jorge, ja gairebé ningú no es recorda d'ell, però jo sí. Mai no va voler servir a la casa com nosaltres; cuida a la seva mare, però a la seva manera. Sempre està en boca de la gent, quan no camina organitzant marxes contra l'homofòbia, camina donant tallers per prevenir el VIH, sempre ha estat molt activa».